# 吉本健二
吉本 健二（よしもと けんじ、1967年 - ）は、日本の歴史評論家、文筆家。
和歌山県生まれ。東京大学文学部倫理学科卒業。1996年東大大学院人文科学研究科で、「道学者・佐藤直方の『自己』」によって文学博士号取得。
1997年北野太乙の筆名で『エヴァンゲリオン解釈と鑑賞』を刊行、翌年、続けて『日本アニメ史学研究序説』、『反・徳川慶喜伝説』、また時評集『怒り・1998』を刊行する。
1999年1月より、『正論』誌上で「毒書の時間」の連載を開始（北野太乙名義）。もっぱら左翼系の本を非難する内容の連載だった。同年、桐原健二の筆名で『暁の機動船隊』を学研の歴史群像新書から書き下ろし、また大河原龍二の筆名で『大軍師伝』を書き、歴史実録もの作家となる。
2001年からは、本名の吉本健二名義で『戦国大合戦記』、『戦神伝説　上杉戦国志』、2003年からは『眩関ケ原』と、いずれも数冊にわたる著作を出す一方、『松本零士の宇宙』、『手紙で読み解く戦国武将意外な真実』なども著す。

## 著書
- 『エヴァンゲリオン鑑賞と解釈』北野太乙 八幡書店 1997
- 『日本アニメ史学研究序説』北野太乙  八幡書店 1998
- 『反・徳川慶喜伝説』北野太乙 今日の話題社 1998
- 『怒り 1998』北野太乙 八幡書店 1998
- 『暁の機動艦隊』全3冊 桐原健二 学習研究社 (歴史群像新書) 1999-2000
- 『大軍師伝　群雄三国志』全5冊 大河原龍二  学習研究社(歴史群像新書) 1999-2001
- 『戦国大合戦記』全2冊 吉本健二 学研(歴史群像新書) 2002
- 『戦神伝説　上杉戦国志』全3冊 吉本健二 学習研究社(歴史群像新書) 2002-03
- 『眩関ケ原』全5冊 吉本健二 学習研究社 (歴史群像新書) 2003-04
- 『松本零士の宇宙』吉本健二 八幡書店 2003
- 『反大坂の陣』全4冊 吉本健二 学習研究社 (歴史群像新書) 2004-05
- 『真説大坂の陣』吉本健二　学研M文庫 2005
- 『戦国将星伝』全3冊 吉本健二 学習研究社(歴史群像新書)2005-06
- 『大坂冬の陣』田仲哲雄画 吉本健二 学習研究社 2005
- 『天破三国志』scene1‐3 吉本健二 学研 (歴史群像新書)　2006-07
- 『慶長戦国志』episode 1‐3 吉本健二 学研(歴史群像新書) 2006-07
- 『手紙から読み解く戦国武将意外な真実』吉本健二 学習研究社 2006  「戦国武将からの手紙」文庫
- 『秀吉覇戦記』全2 吉本健二 学習研究社(歴史群像新書) 2008
- 『戦国雄覇』全2 吉本健二 学習研究社(歴史群像新書) 2008-09
- 『戦国特攻隊』吉本健二 学習研究社(歴史群像新書　2009